# Кірхгайм (Гессен)
Кірхгайм (нім. Kirchheim) — сільська громада в Німеччині, знаходиться в землі Гессен. Підпорядковується адміністративному округу Кассель. Входить до складу району Герсфельд-Ротенбург.
Площа — 50,66 км2. Населення становить 3545 ос. (станом на 31 грудня 2020).